# Xavier Tricot

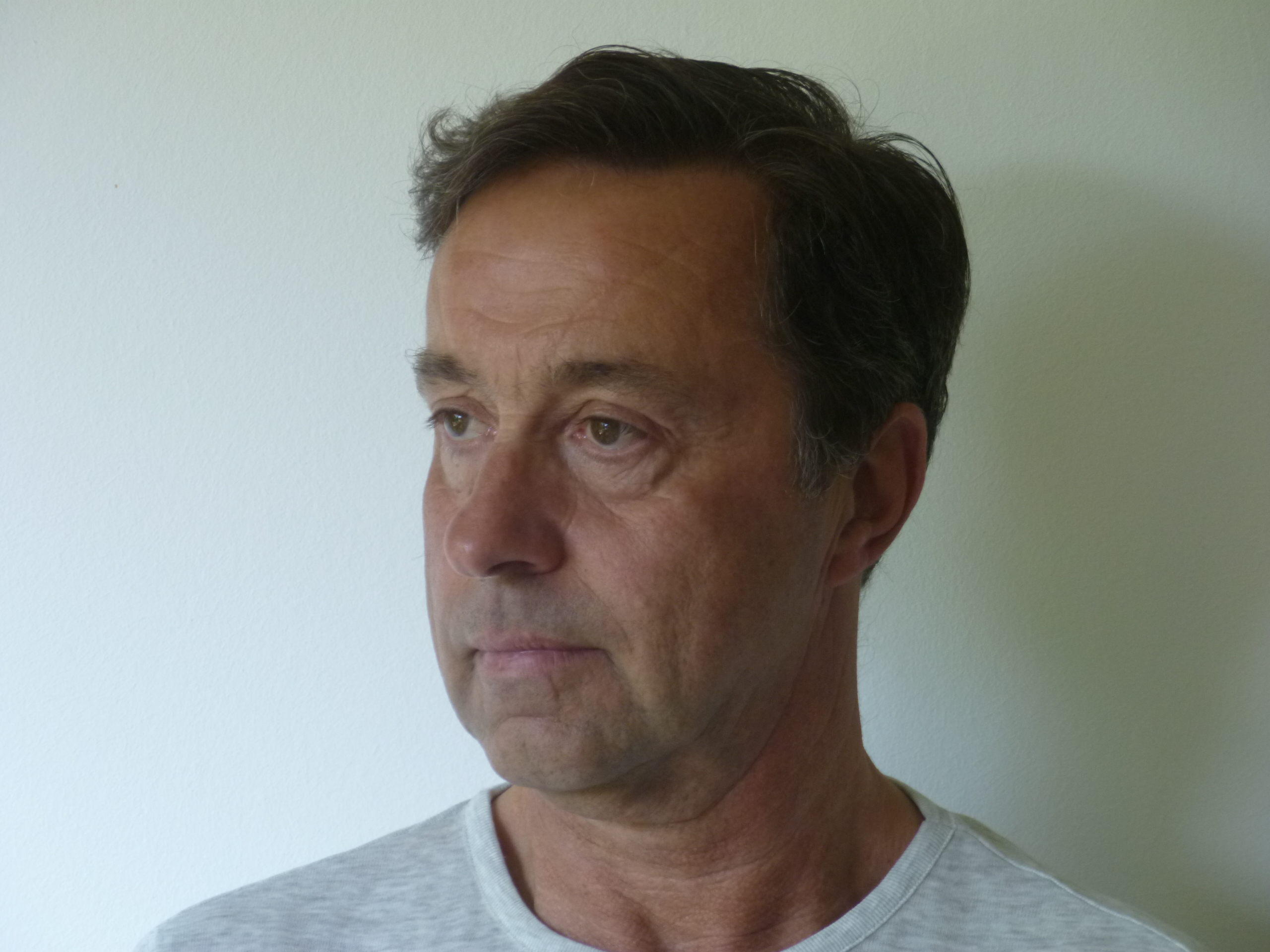
Xavier Tricot (2013)

Xavier Tricot (* 19. März 1955 in Ostende) ist ein belgischer Maler und Autor von kunsthistorischen Publikationen, insbesondere über seinen Landsmann James Ensor.

## Leben
Xavier Tricot ist ausgebildeter Lehrer an der Sekundarschule.
Als Künstler ist er Autodidakt. Tricot malt in Öl, im dünnen Farbauftrag oder Impasto, häufig in gedämpften Farben und vagen, verschwommenen Formen ohne Konturen vor einem gleichmäßigen Hintergrund. Das Ergebnis ist eine geheimnisvolle oder unheimliche Stimmung. Seine Werke befinden sich in den Sammlungen des Museum voor Schone Kunsten in Ostende, der Provinz Westflandern in Brügge, des Freud Museum in London, des Jüdischen Museums von Belgien in Brüssel, des Cabinet des Estampes et des Dessins in Lüttich und der Kupferstichkabinette der Königlichen Bibliothek Belgiens sowie der Bibliothèque nationale de France.
Als Autor hat Tricot kunsthistorische Werke über Leon Spilliaert und Fernand Khnopff verfasst, vor allem aber  mehrere Standardwerke über James Ensor, den Catalogue raisonné über Ensors Gemälde und Drucke sowie eine Ausgabe von Ensors Briefen. Er ist Mitglied des 2002 gegründeten Ensor Advisory Committee. Im Jahr 2005 organisierte er am Palmsonntag in Ostende und Brüssel eine Prozession, die Ensors Hauptwerk Der Einzug Christi in Brüssel als Tableau vivant nachstellte.  Tricot fungiert auch als Kurator von Ausstellungen, so 2006 Un Salon pour Louise Bourgeois in Oudenburg und 2013 Bonjour Ostende in den venezianischen Galerien von Ostende. 2012 schenkte er seine Kunstsammlung der Stadt Ostende, wo sie im Kunstmuseum aan Zee ausgestellt wird. 2013 wurde er mit dem Prijs Cultuuraad der Stadt Ostende ausgezeichnet.

## Werke (Auswahl)

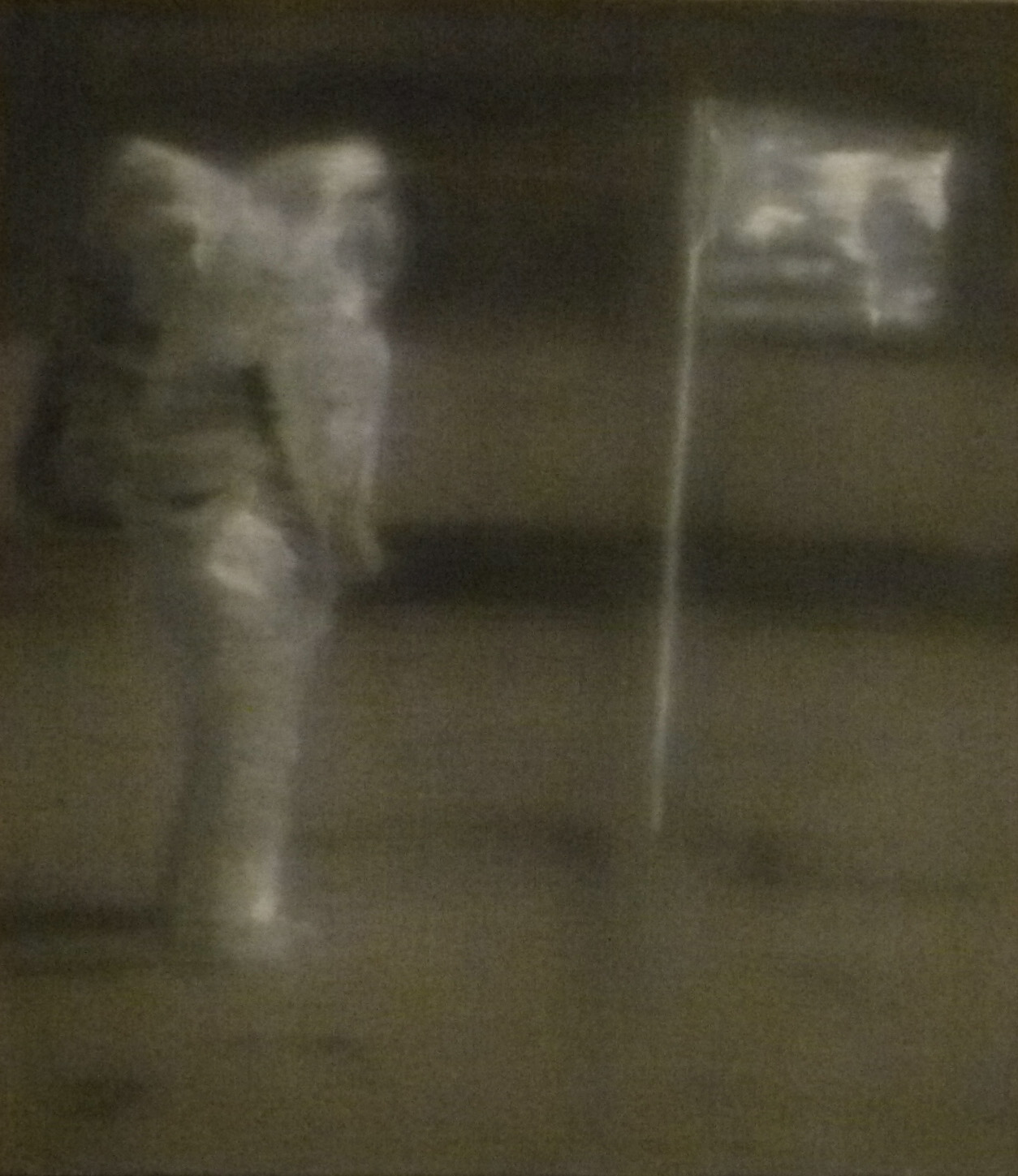
Man on the Moon (1996)
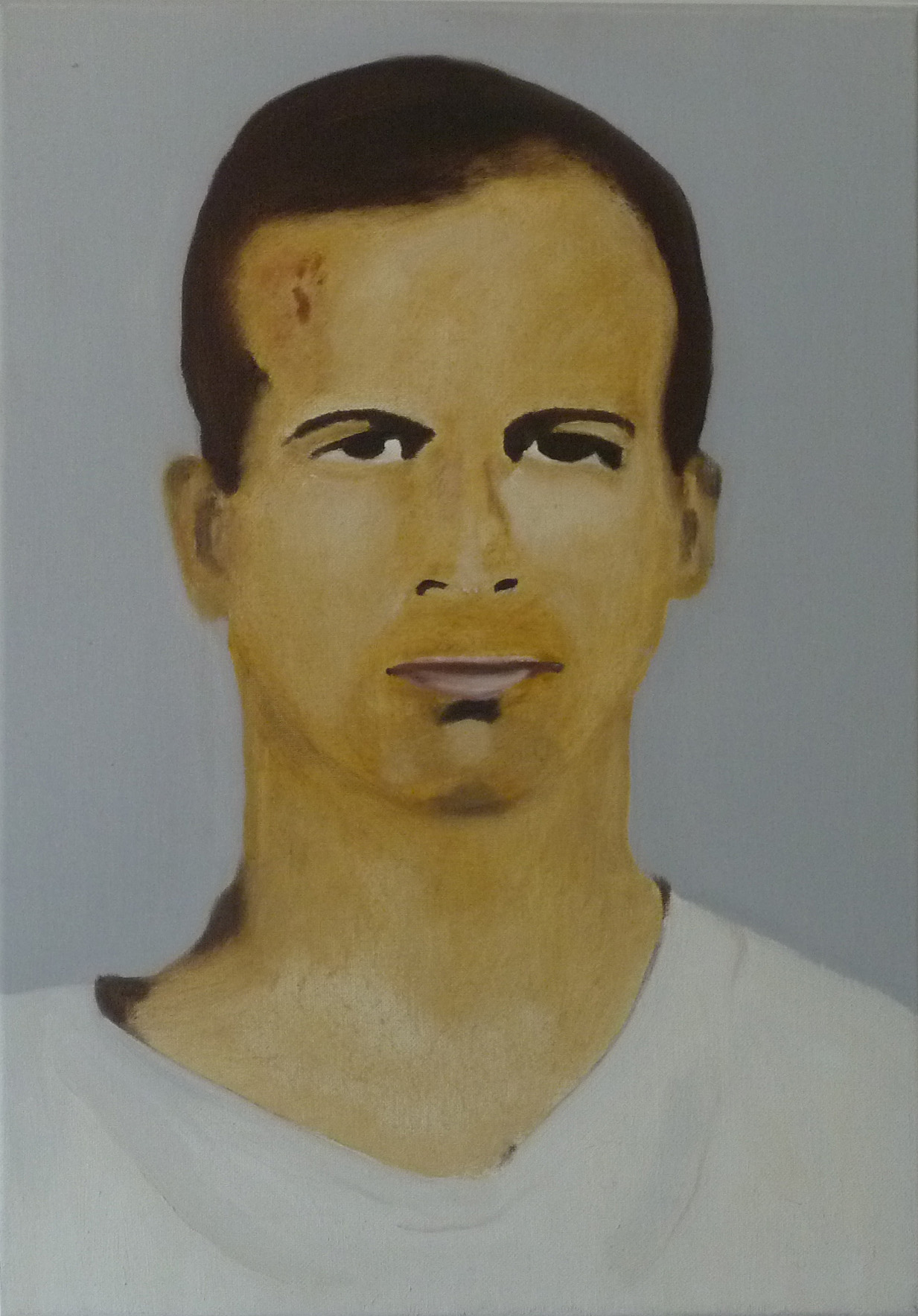
Lee Harvey Oswald (2011)
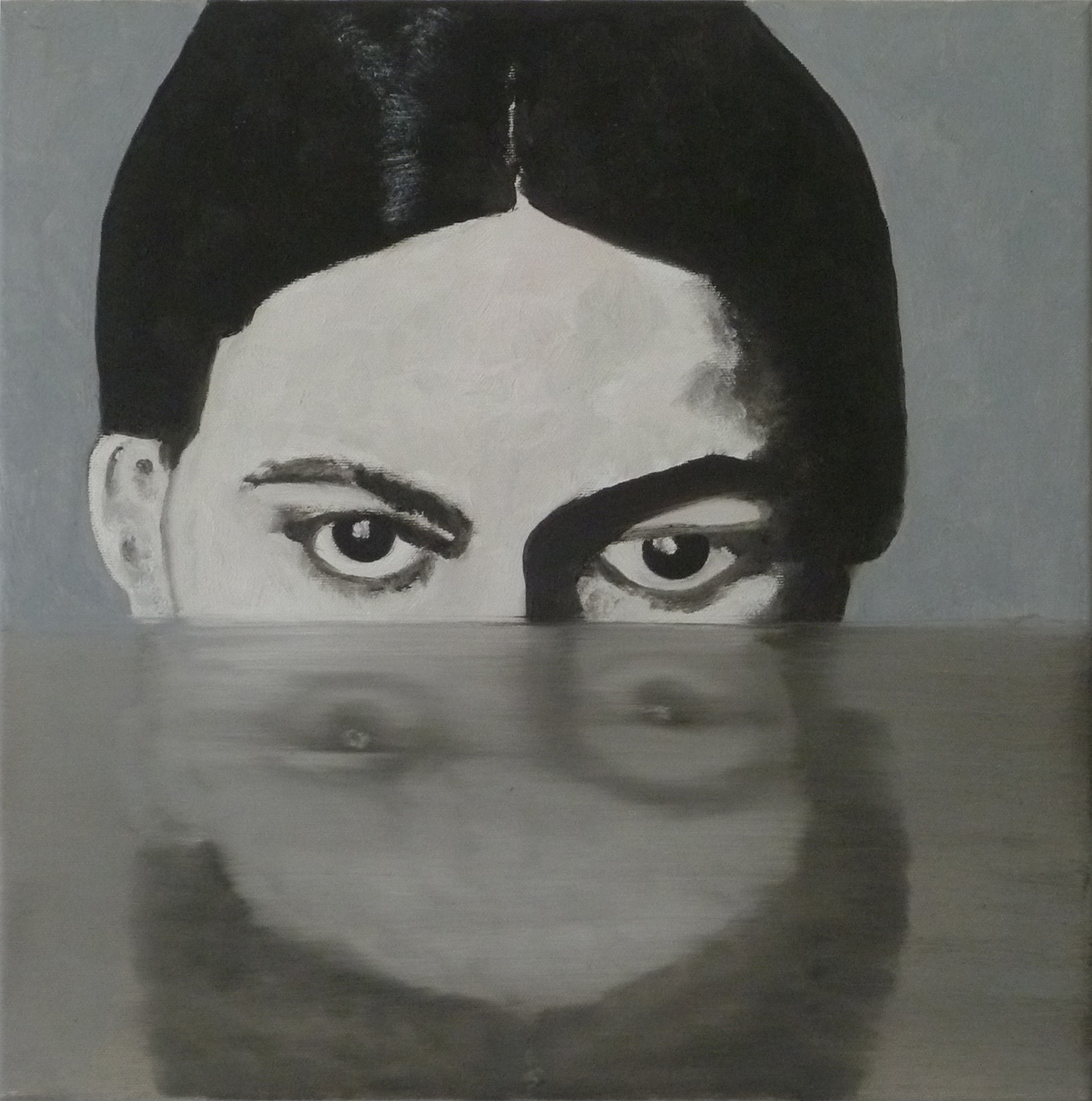
Le Regard (Edith Stein) (2011)
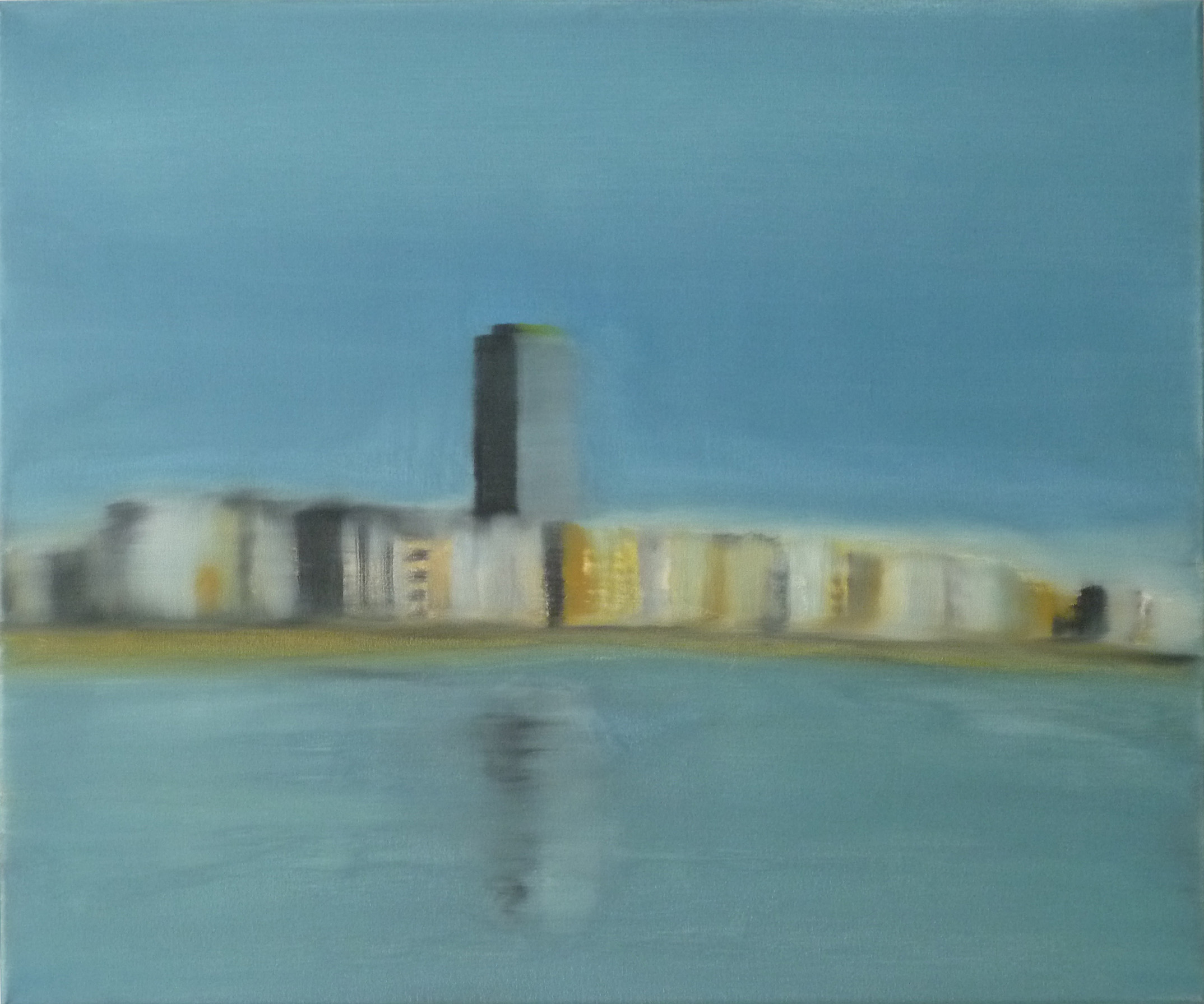
Ostend Seafront (2012)
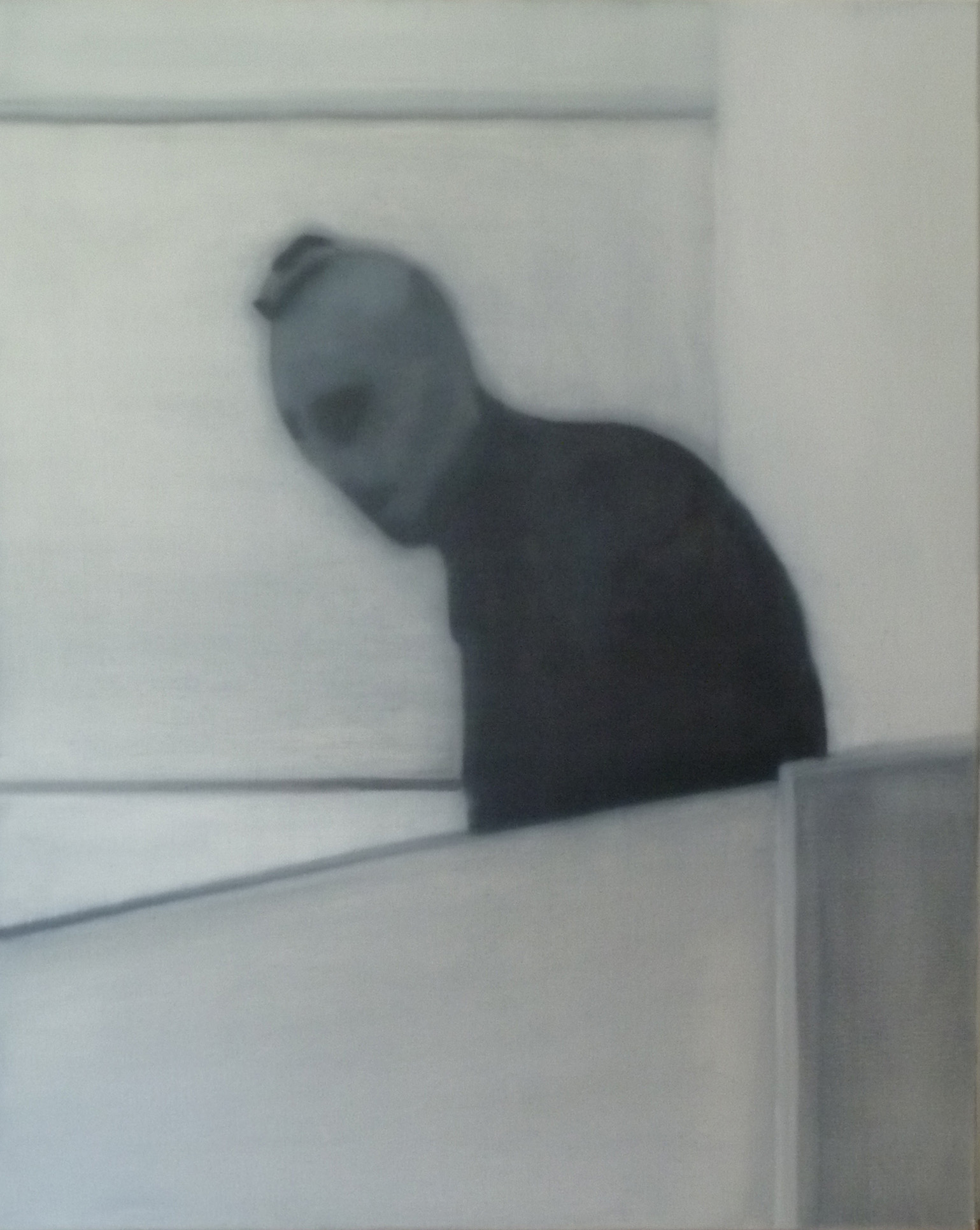
Terrorist (2013)

## Veröffentlichungen
- Ensoriana. L’Hareng Saur, Ostende 1985.
- Ensoriana. Pandora, Antwerpen 1994.
- Léon Spilliaert. Prenten en illustraties. Beredeneerde catalogus van het grafisch werk, Pandora, Antwerpen 1994.
- Léon Spilliaert. De jaren 1900–1915. Pandora & Gemeentekrediet, Antwerpen/Gent 1996.
- James Ensor. Ludion, Gent 2006.
- James Ensor. Leven en werk. Beredeneerde catalogus van de schilderijen. Mercatorfonds, Brussel 2009.
- James Ensor. The Complete Paintings. Hatje Cantz, Ostfildern 2009, ISBN 978-3-7757-2465-4.
- James Ensor. Die Gemälde. Hatje Cantz, Ostfildern 2009, ISBN 978-3-7757-2464-7.
- James Ensor. The complete prints. Deceuninck, Roeselare 2010.
- Bonjour Ostende. Oostende in de internationale kunst/Ostende dans l’art international. Pandora Publishers, Antwerpen 2013, ISBN 978-90-5325-351-9.
- Léon Spilliaert, oeuvrecatalogus van de prenten. Katalog zur Ausstellung Léon Spilliaert, de verzameling van de Koninklijke Bibliotheek van België, Venezianische Galerien Oostende, 2018. Pandora Publishers, ISBN 978-90-5325-441-7.
- James Ensor en Oostende.James & Napoleon, Ostende 2020, ISBN 978-94-6400-889-0.
- Fernand Khnopff Oeuvrecatalogus van de prenten. Pandora Publishers, Antwerpen 2018, ISBN 978-90-5325-455-4.
- The Entry of Christ Into Brussels in 1889. Pandora Publishers, Antwerpen 2020, ISBN 978-90-5325-466-0.